# Marc Houtzager
Marc Houtzager (n. 9 ianuarie 1971, Hoogeveen, Drenthe, Țările de Jos) este un sportiv ce a reprezentat Regatul Țărilor de Jos, medaliat olimpic. A participat la 3 ediții ale Jocurilor Olimpice (2008, 2012, 2020) în care a câștigat o medalie de argint.